# Manuel Rivas
Manuel Rivas (La Coruña, 26 ottobre 1957) è uno scrittore spagnolo.

## Biografia
Dopo aver ottenuto la laurea in Scienze dell'Informazione a Madrid, viene subito assunto come vicedirettore presso la redazione galiziana di Diario 16, e in seguito come responsabile della rubrica culturale di El Globo. Il suo lavoro di giornalista lo vede impegnato come collaboratore in diversi quotidiani, tra i quali El País, El Ideal Gallego, Diario de Galicia e La Voz de Galicia, e come direttore della rivista Luces de Galicia, impegni che gli hanno permesso di vincere, nel 1991, il Premio Fernández Latorre per il giornalismo. Costantemente interessato all'ecologia ed ai problemi ambientali, è stato socio fondatore di Greenpeace in Spagna e la sua attività è stata di fondamentale importanza in seguito al recente disastro della petroliera Prestige.
I suoi articoli e saggi più importanti sono raccolti in Galicia, el bonsái atlántico (1989), No mellor país do mundo (1991), Toxos e flores (1992), El periodismo es un cuento (1997), Galicia, Galicia (1999), Muller no baño (2002) e Unha espía no reino de Galicia (2004). In qualità di poeta ha pubblicato Libro do Entroido (1979), Anisia e outras sombras (1981, in collaborazione con Xavier Seoane), Balada nas praias do Oeste (1985), Mohicania (1987), Ningún cisne (1989, vincitore del Premio Leliadoura), Costa da morte, blues (1994). La sua opera poetica è stata riunita sotto forma di raccolta in O pobo da noite (1996) e in Do descoñecido ao descoñecido: obra poética 1980-2003 (2004).
Come autore di prosa ha pubblicato romanzi, romanzi brevi e raccolte di racconti: Todo ben (1985), Un millón de vacas (1989, vincitore del Premio de la Crítica Española), Os comedores de patacas (1991), En salvaxe compaña (1994, vincitore del Premio de la Crítica in Galizia, pubblicato in versione riveduta e corretta nel 2004), Bala perdida (1996), ¿Que me queres, amor? (1996, vincitore del Premio Torrente Ballester de Narrativa e del Premio Nacional de Narrativa), O lapis do carpinteiro (1998, vincitore del Premio de la Crítica Española, del Premio Arcebispo Xoán de San Clemente, del Premio de la Asociación de Escritores en Lingua Galega e del Premio per il 50º Anniversario della Sezione Belga di Amnesty International), Ela, maldita alma (1999), A man dos paíños (2000), As chamadas perdidas (2002) e Contos de Nadal (2003). Inoltre ha pubblicato nel 2005 la sua prima opera drammatica, O heroe. Nel 2006 collabora con il giornalista italiano Giorgio Visciglia per la stesura di un articolo sulle dittature.
Da alcuni dei suoi racconti sono state tratti film e opere teatrali: da A lingua das bolboretas, Carmiña e Un saxo na néboa (raccolti in ¿Que me queres, amor?) è stato tratto il lungometraggio La lengua de las mariposas (Spagna, 1999), diretto da José Luis Cuerda, e vari adattamenti per il teatro; da O lapis do carpinteiro è invece tratto El lápiz del carpintero (Spagna, 2003), diretto da Antón Reixa e aggiudicatosi la nomination ai Goya dell'Accademia Spagnola del Cinema, e una versione teatrale del gruppo Sarabela.
La sua opera è scritta quasi integralmente in galiziano, anche se esistono lavori originali in spagnolo.
Attualmente è sposato con María Isabel López y Mariño, con la quale ha avuto due figli.

## Opere

### Poesia
- Libro do Entroido (1979)
- Anisia e outras sombras (1981, in collaborazione con Xavier Seoane)
- Balada nas praias do Oeste (1985)
- Mohicania (1987)
- Ningún cisne (1989)
- Costa da morte, blues (1994)
- O pobo da noite (1996)
- Do descoñecido ao descoñecido: obra poética 1980-2003 (2004)
- El pueblo de la noche y mohicania revisitada. (2004). Editorial Suma de Letras, S.L.. ISBN 978-84-663-1179-3.
- A desaparición da neve. (2009). Alfaguara. ISBN 978-84-204-2236-7.
- A boca da terra. (2015). Xerais. ISBN 978-84-9914-932-5.

### Narrativa
- Todo ben (1985)
- Un millón de vacas (1989)
- Os comedores de patacas (1991)
- En salvaxe compaña (1994, pubblicato in versione riveduta e corretta nel 2004)
- Bala perdida (1996)
- ¿Que me quieres, amor? (1996)
- Il lapis del falegname Feltrinelli (2000) O lapis do carpinteiro (1998)
- Ela, maldita alma (1999)
- A man dos paíños (2000)
- As chamadas perdidas (2002)
- Contos de Nadal (2003)
- As voces baixas (2012)
- Los libros arden mal (2006)
- El último día de Terranova  (2015)

### Saggi e raccolte di articoli
- Galicia, el bonsái atlántico (1989)
- No mellor país do mundo (1991)
- Toxos e flores (1992)
- El periodismo es un cuento (1997)
- Galicia, Galicia (1999)
- Muller no baño (2002)
- Unha espía no reino de Galicia (2004)

### Opere teatrali
- O heroe (2005)

## Premi letterari
- Premio Fernández Latorre
- Premio Leliadoura
- Premio de la Crítica Española
- Premio de la Crítica in Galizia
- Premio Torrente Ballester de Narrativa
- Premio Nacional de Narrativa
- Premio Arcebispo Xoán de San Clemente
- Premio de la Asociación de Escritores en Lingua Galega
- Premio per il 50º Anniversario della Sezione Belga di Amnesty International